# Abd-al-Raixid ibn Abd-al-Ghafur
Abd-ar-Raixid ibn Abd-al-Ghafur al-Hussayní al-Madaní at-Tattawí, més conegut simplement com a Abd-ar-Raixid at-Tattawí, fou un lexicògraf persa d'origen àrab nascut a Tatta i mort després del 1658.
La seva obra principal és un diccionari de farsi titulat Farhang-i raixidi o Raixidi farsi, el primer diccionari crític de farsi, escrit el 1683/1684 i publicat el 1875 a la Bibliotheca Indica.